# Jeremy Gittins
Jeremy Gittins, född 30 januari 1956 i Manchester, är en brittisk skådespelare som framförallt är känd som kyrkoherden Michael från den brittiska situationskomedin Skenet bedrar.

## Roller i TV-serier
| År             | Titel         | Roll                |
| -------------- | ------------- | ------------------- |
| 1990 till 1995 | Skenet bedrar | Kyrkoherden Michael |